# 塔尔高 (公司)
Talgo（Tren Articulado Ligero Goicoechea Oriol，輕量化铰接列車）是一家西班牙鐵路列車製造公司，主要製作城際列車及高鐵列車。

## 設計
Talgo列車因其不傳統的铰接式列車而聞名。車輪配成一對但並不由車軸連結。此法可令列車以較高速行駛同時減少搖晃，列車也較安靜。此外，加入可變軌距車軸的列車亦為可變軌距列車，例如行駛西班牙及法國邊界的列車。Talgo傾斜列車於1980年被引入後令列車可在保持乘客舒適度情況下提高車速。

## 列車
列車分為幾代，部份為動力分散式，部份為動力集中式列車。

## 圖集

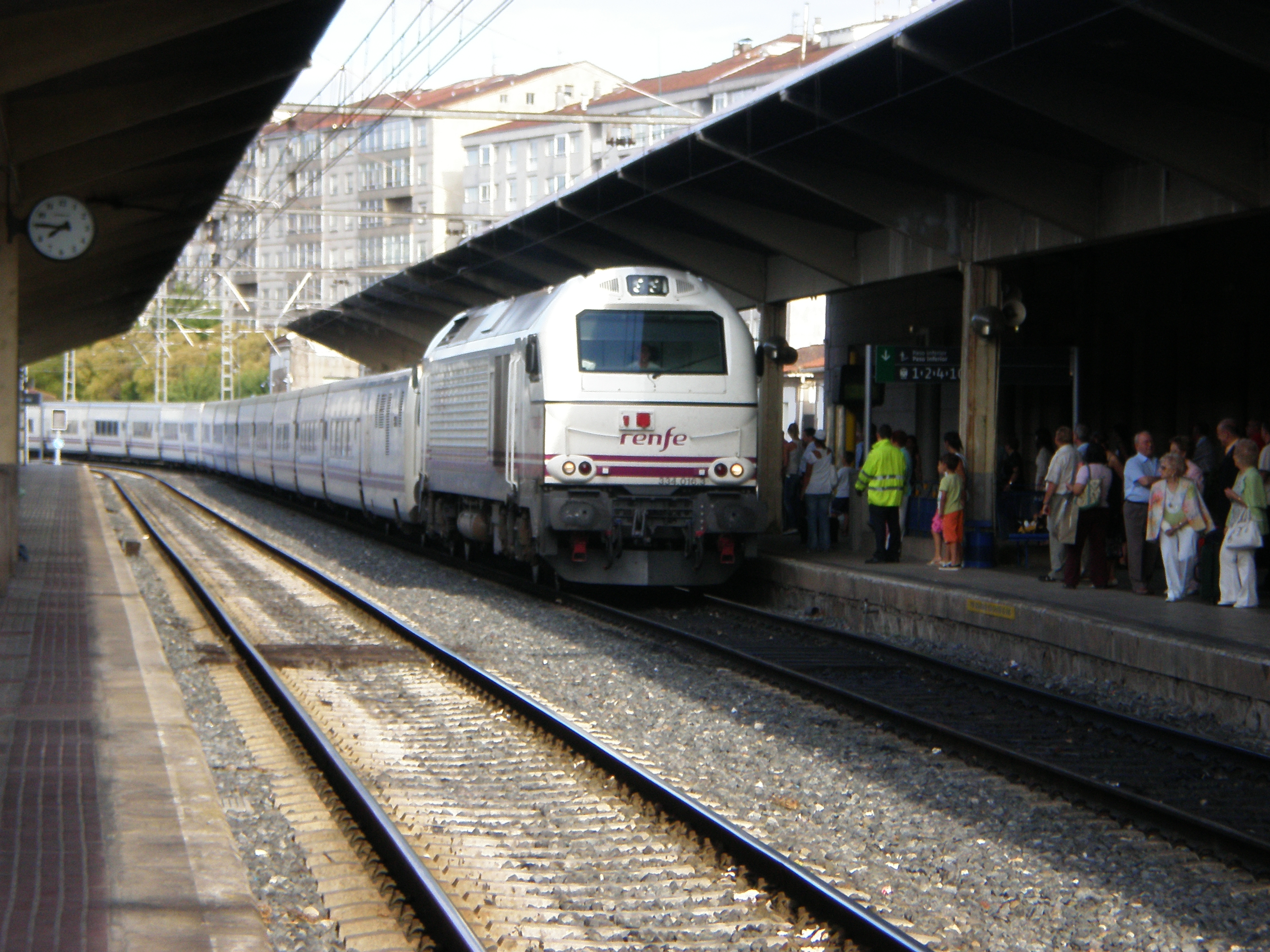
Talgo与334系柴電機車（英语：Renfe Class 334）在奧倫塞車站
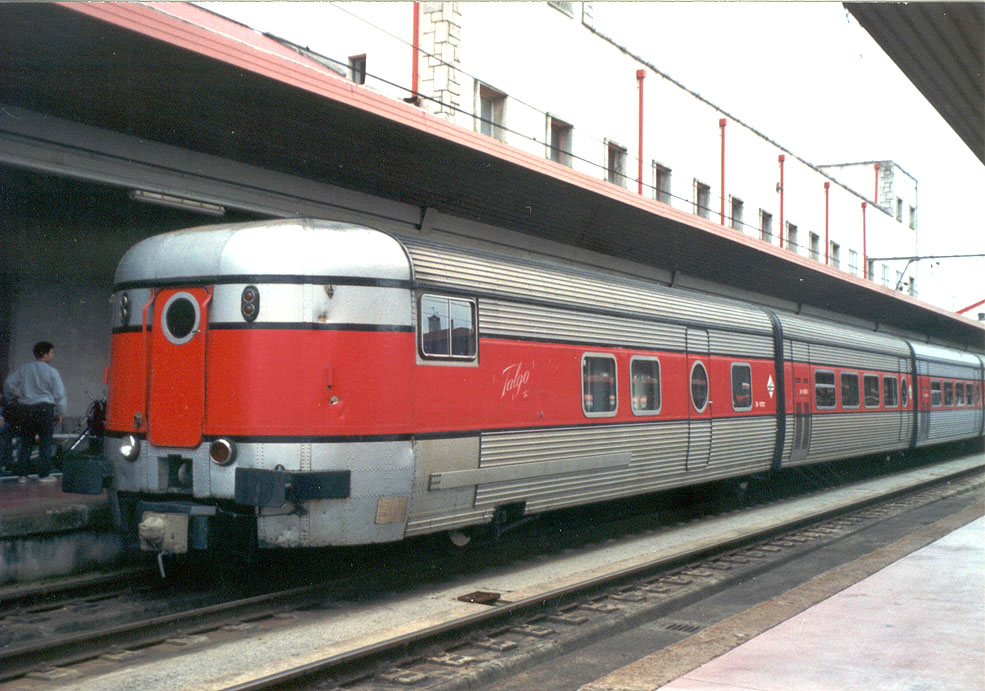
Talgo III的尾車
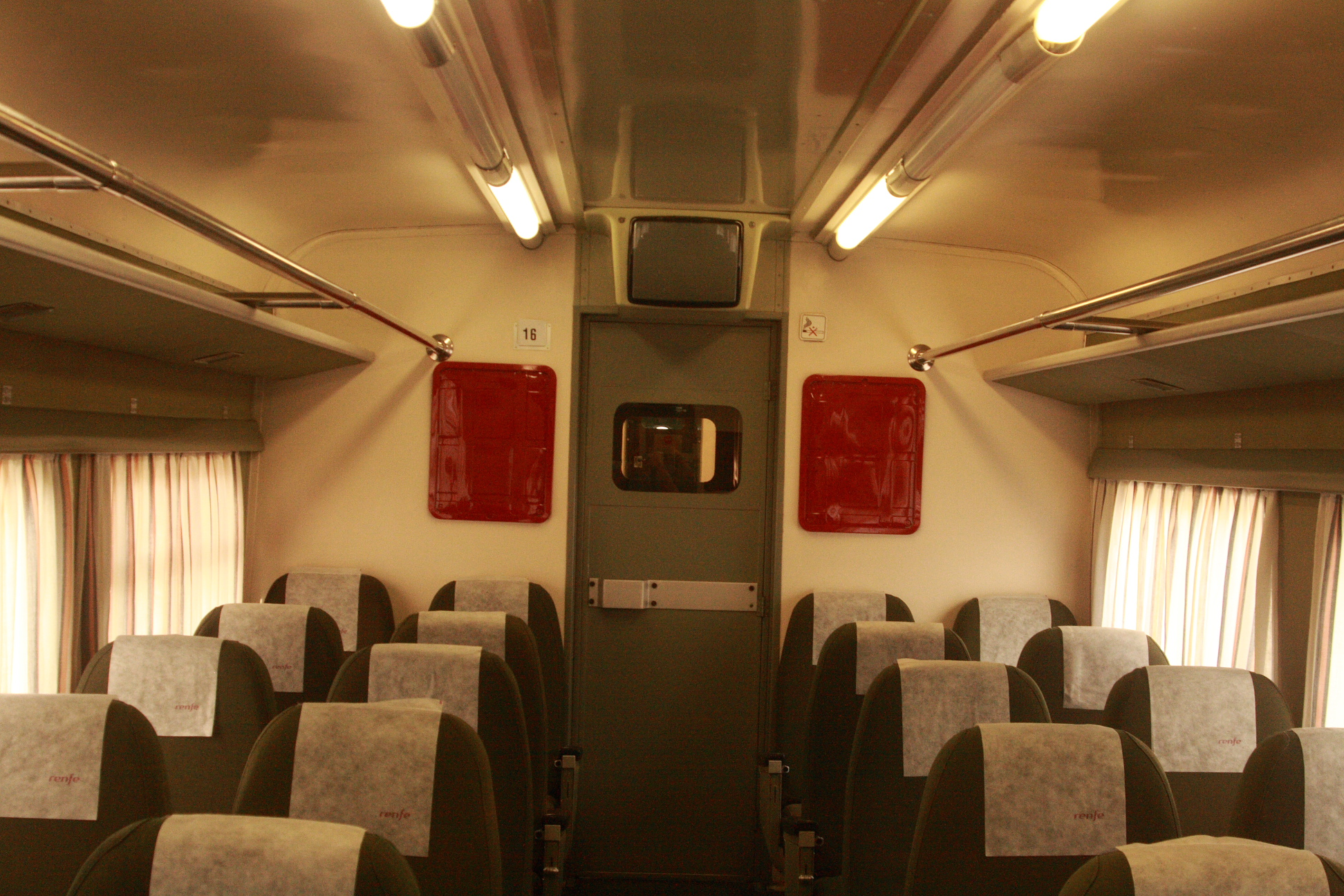
Talgo III內部

## 外部連結
- Talgo官方網站
- Catalán Talgo網站 (非官方)
- Talgo美國網站(英語)
- Talgo德國
- Transtech Oy (芬蘭)
- 觀察Talgo 7, Avril, Talgo 4 cama, Talgo 6 (德鐵)內部 （页面存档备份，存于）